# Cyornis hyacinthinus
Đớp ruồi lam Timor (Cyornis hyacinthinus) là một loài chim trong họ Muscicapidae. Loài chim này được tìm thấy ở Indonesia và Đông Timor. Môi trường sống tự nhiên của nó là rừng thấp ẩm nhiệt đới hoặc cận nhiệt đới và rừng núi ẩm nhiệt đới hoặc cận nhiệt đới.